# Kabinet-Olszewski
Het kabinet van Jan Olszewski was de Poolse regering van 23 december 1991 tot 5 juni 1992. Het was een minderheidsregering van vier rechtse partijen: de Centrumalliantie (PC), de Christelijk-Nationale Unie (ZChN), de Volksalliantie (PL) en de Partij van Christen-Democraten (PChD). Het beleid van deze regering, die kort na het uiteenvallen van de Sovjet-Unie was aangetreden, was vooral gericht op het zoeken van toenadering tot de NAVO en de Europese Gemeenschappen. Prioriteiten waren bovendien een versnelde terugtrekking van de Russische troepen uit Polen en een decommunisatie van het leger en het Ministerie van Binnenlandse Zaken. 

## Geschiedenis
Het kabinet kwam uiterst moeizaam tot stand. Na de parlementsverkiezingen was er in de Sejm, het Poolse lagerhuis, sprake van een enorme politieke versplintering: er waren 29 partijen vertegenwoordigd en drie van de grootste partijen waren op voorhand van kabinetdeelname uitgesloten (de SLD en de PSL wegens hun communistische verleden, de KPN werd algemeen te extreem geacht). Aldus bleek het erg moeilijk een kabinet te formeren dat op de steun van een parlementaire meerderheid kon rekenen. Een formatiepoging door Bronisław Geremek mislukte en ook voortzetting van het kabinet van Jan Krzysztof Bielecki bleek onhaalbaar. Op 6 december benoemde de Sejm Olszewski tot premier en uiteindelijk lukte het hem op 23 december met veel moeite om een coalitieregering te presenteren, die dankzij de steun van Solidariteit en de PSL het vertrouwen van het parlement wist te verkrijgen. In deze regeringscoalitie waren slechts vier partijen vertegenwoordigd, die samen slechts 114 van de 460 zetels in de Sejm hadden, minder dan een kwart. Naast de wankele steun die het kabinet-Olszewski in het parlement genoot, werd het bovendien verzwakt door conflicten met president Lech Wałęsa en een groeiend wantrouwen tussen de premier en de Jarosław Kaczyński, de voorzitter van de partij die de meeste ministers had geleverd. Pogingen om de KPN in het kabinet op te nemen, mislukten.
Eind mei zegde de president zijn vertrouwen in de regering op en ook de Democratische Unie, de grootste partij in de Sejm, riep op tot het aftreden van de regering. Het kwam tot een uitbarsting toen minister van Binnenlandse Zaken Macierewicz op 4 juni 1992 (op verzoek van de Sejm) twee lijsten bekendmaakte van politici die in de jaren 1945-1990 met de geheime diensten UB en SB zouden hebben samengewerkt, de zgn. "lijsten van Macierewicz". Hierop stonden naast president Wałęsa en parlementsvoorzitter Chrzanowski (de laatste was ook de leider van Macierewicz eigen partij, de ZChN) onder meer drie ministers, acht viceministers en een groot aantal parlementariërs. Dit veroorzaakte een waar tumult in het parlement en tijdens een nachtelijke stemming (de "nacht van de mappen") werd de regering naar huis gestuurd.
De volgende dag benoemde president Wałęsa PSL-leider Waldemar Pawlak tot premier. Tijdens de formatie bleven de meeste leden van de regering (behalve de premier, de ministers van Defensie en Binnenlandse Zaken en de kabinetschef van de regering) in functie. Uiteindelijk zou zijn formatiepoging mislukken en op 11 juli trad het kabinet-Suchocka aan.

## Samenstelling
| Ministerie                                                           | Minister                    | Partij | Partij              | Ambtsperiode     | Ambtsperiode     |
| Ministerie                                                           | Minister                    | Partij | Partij              | van              | tot              |
| -------------------------------------------------------------------- | --------------------------- | ------ | ------------------- | ---------------- | ---------------- |
| Voorzitter van de Ministerraad                                       | Jan Olszewski               |        | PC                  | 6 december 1991  | 5 juni 1992      |
| Minister van Arbeid en Sociale Zaken                                 | Jerzy Kropiwnicki           |        | ZChN                | 23 december 1991 | 10 juli 1992     |
| Minister van Binnenlandse Zaken                                      | Antoni Macierewicz          |        | ZChN                | 23 december 1991 | 20 juni 1992     |
| Minister van Buitenlandse Zaken                                      | Krzysztof Skubiszewski      |        | geen                | 23 december 1991 | 10 juli 1992     |
| Minister van Communicatie                                            | Marek Rusin (a.i.)          |        | geen                | 23 december 1991 | 10 juli 1992     |
| Minister van Defensie                                                | Jan Parys                   |        | geen                | 23 december 1991 | 23 mei 1992      |
| Minister van Defensie                                                | Romuald Szeremietiew (a.i.) |        | PPN                 | 23 mei 1992      | 20 juni 1992     |
| Minister van Economische Samenwerking met het Buitenland             | Adam Glapiński              |        | PC                  | 23 december 1991 | 10 juli 1992     |
| Minister van Financiën                                               | Karol Lutkowski             |        | geen                | 23 december 1991 | 28 februari 1992 |
| Minister van Financiën                                               | Andrzej Olechowski          |        | geen                | 28 februari 1992 | 5 juni 1992      |
| Minister van Gezondheid en Sociale Bijstand                          | Marian Miśkiewicz           |        | geen                | 23 december 1991 | 10 juli 1992     |
| Minister van Industrie en Handel                                     | Andrzej Lipko (a.i.)        |        | geen                | 23 december 1991 | 10 juli 1992     |
| Minister van Justitie                                                | Zbigniew Dyka               |        | ZChN                | 23 december 1991 | 10 juli 1992     |
| Minister van Kunst en Cultuur                                        | Andrzej Sicinski            |        | geen                | 23 december 1991 | 10 juli 1992     |
| Minister van Landbouw en Levensmiddelen                              | Gabriel Janowski            |        | PL                  | 23 december 1991 | 10 juli 1992     |
| Minister van Milieubescherming, Natuurlijke Hulpbronnen en Bosbouw   | Stefan Kozłowski            |        | geen                | 23 december 1991 | 10 juli 1992     |
| Minister van Onderwijs                                               | Andrzej Stelmachowski       |        | geen                | 23 december 1991 | 10 juli 1992     |
| Minister van Privatisatie                                            | Tomasz Gruszecki (a.i.)     |        | geen                | 23 december 1991 | 10 juli 1992     |
| Minister van Ruimtelijke Ordening en Woningbouw                      | Andrzej Diakonow (a.i.)     |        | PC                  | 23 december 1991 | 10 juli 1992     |
| Ministerie van Verkeer en Zeevaart                                   | Ewaryst Waligórski          |        | geen                | 23 december 1991 | 10 juli 1992     |
| Minister zonder portefeuille, kabinetschef van de regering           | Wojciech Włodarczyk         |        | geen                | 23 december 1991 | 20 juni 1992     |
| Minister zonder portefeuille, voorzitter van het Centraal Planbureau | Jerzy Eysymontt             |        | PC                  | 23 december 1991 | 10 juli 1992     |
| Minister zonder portefeuille                                         | Artur Balazs                |        | PSL "S", later SLCh | 23 december 1991 | 9 mei 1992       |

Mazowiecki (1989-1991) ·
Bielecki (1991) ·
Olszewski (1991-1992) ·
Pawlak I (1992) ·
Suchocka (1992-1993) ·
Pawlak II (1993-1995) ·
Oleksy (1995-1996) ·
Cimoszewicz (1996-1997) ·
Buzek (1997-2001) ·
Miller (2001-2004) ·
Belka I (2004) ·
Belka II (2004-2005) ·
Marcinkiewicz (2005-2006) ·
Kaczyński (2006-2007) ·
Tusk I (2007-2011) ·
Tusk II (2011-2014) ·
Kopacz (2014-2015) ·
Szydło (2015-2017) ·
Morawiecki (2017-2019) ·
Morawiecki (2019-2023) ·
Morawiecki (2023) ·
Tusk III (2023-) ·